# Tomasz Acerbis
Tomasz Acerbis (ur. 1563 w Olera -  zm. 3 marca 1631 w Innsbrucku) – włoski kapucyn (brat zakonny), mistyk, Błogosławiony Kościoła katolickiego.

## Życiorys
Urodził się w roku 1563 w Olera, małym miasteczku doliny Seriańskiej, w lombardzkiej prowincji Bergamo. W młodości pasał trzody i nie uczęszczał do żadnej szkoły.
Do kapucynów wstąpił dnia 12 września 1580 r. w klasztorze Św. Krzyża w Weronie. Po zakończeniu nowicjatu przełożeni pozwolili mu na uczenie się pisania i czytania. Od 5 lipca 1584 r. został kwestarzem w klasztorze w Weronie. W 1605 przeniesiono go do klasztoru w Vicenzy, gdzie kwestował chleb. Podczas pobytu w Rovereto, w latach 1613-1617, poznał i duchowo prowadził bł. Joannę Marię od Krzyża. W 1618 zaczął pracować jako furtian w klasztorze w Padwie, a w roku 1619 znowu jako kwestarz w Conegliano. W 1619 r., na usilną prośbę arcyksięcia Leopolda V, został przeniesiony do Innsbrucku i włączony do prowincji północno-tyrolskiej. Zawsze jednak znajdował się w nieustannej podróży, zwłaszcza przebywając w Hall in Tirol, gdzie poznał lekarza, Hipolita Guarinoni oraz pobożne kobiety z Instytutu Dziewic. Dotarł do Monachium, Linz, Wiednia, Rzymu, Salisburga, Loreto. Przyczynił się do wybudowania sanktuarium ku czci Matki Bożej Niepokalanie Poczętej w Volders. Umarł w Innsbrucku, 3 marca 1631 r.
10 maja 2012 papież Benedykt XVI podpisał dekret uznający jego cud, co otwiera drogę do jego beatyfikacji. 21 września 2013 został beatyfikowany przez kard. Angelo Amato, który dokonał tego aktu wyniesienia w imieniu papieża Franciszka.